# Jati Gembol
Jati Gembol is een bestuurslaag in het regentschap Ngawi van de provincie Oost-Java, Indonesië. Jati Gembol telt 4542 inwoners (volkstelling 2010).